# Slovénie aux Jeux olympiques d'hiver de 1992
Cet article contient des informations sur la participation et les résultats de la Slovénie aux Jeux olympiques d'hiver de 1992 à Albertville en France. La Slovénie était représentée par 27 athlètes. Il s'agit de la toute première participation de ce pays aux Jeux olympiques d'hiver vu que son indépendance ne date que de 1991. Avant 1991, les athlètes slovènes représentaient la Yougoslavie.
Avec ses 16 ans, Mojca Kopač est la plus jeune athlète de la délégation. Durant les jeux, le pays ne remporte aucune médaille et n'est donc pas présent dans le tableau des médailles par nations,
.

## Médailles
|          | Médaille d'or | Médaille d'argent | Médaille de bronze | Total |
| -------- | ------------- | ----------------- | ------------------ | ----- |
| Slovénie | 0             | 0                 | 0                  | 0     |